# Cattive compagnie (film 1972)
Cattive compagnie (Bad Company) è un film del 1972 diretto da Robert Benton, all'esordio nella regia, scritto insieme al collaboratore abituale David Newman, con il quale era stato candidato all'Oscar alla migliore sceneggiatura originale nel 1968 per Gangster Story.

## Trama
Un giovanotto di città, per sfuggire alla Guerra di Secessione, viene mandato dalla famiglia presso alcuni conoscenti nell'Ovest. Il ragazzo, però, si mette subito nei guai e conosce un delinquentello che prima lo deruba e poi lo convince a seguirlo, insieme ad altri giovani scapestrati, nelle pianure sterminate dell'Ovest per diventare banditi. Le avventure si susseguono tra toni picareschi e toni drammatici, fino alla completa maturazione dei due protagonisti come veri delinquenti.